# Loboscelidia komedai
Loboscelidia komedai (лат.) — вид ос-блестянок рода Loboscelidia из подсемейства Loboscelidiinae (Chrysididae). Юго-Восточная Азия: Вьетнам (провинция Тхыатхьен-Хюэ, национальный парк Батьма, Bach Ma NP). Назван в честь Йото Комеда (Dr Yoto Komeda), собравшего голотип.

## Описание
Мелкие осы-блестянки (длина 3,9–4,1 мм). Тело красновато-коричневое до черновато-коричневого; скутум, скутеллум и метанотум черновато-коричневые; лентовидные волоски желтовато-коричневые; фланцы ног желтовато-коричневые. От близких видов отличается следующими признаками: базальная часть шейного расширения сужена; срединный зубец тарзального когтя выступает за половину тарзального когтя; жилка M изогнутая. Усики прикрепляются горизонтально на носовом фронтальном выступе. Голова сзади переходит в шееподобный выступ, покрытый щетинками. Тегулы очень крупные, покрывают основания крыльев. В передних крыльях отсутствуют стигма, костальная и субкостальная жилки. Предположительно, как и другие виды своего рода, паразитоиды, в качестве хозяев используют яйца палочников (Phasmatodea). Вид был впервые описан в 2023 году японскими гименоптерологами Yu Hisasue и Toshiharu Mita (Entomological Laboratory, Университет Кюсю, Фукуока, Япония) и вьетнамским энтомологом Thai-Hong Pham (Mientrung Institute for Scientific Research, Вьетнамская академия наук и технологий (VAST), Хюэ, Вьетнам).